# Paddy DeMarco
Paddy DeMarco, właśc. Pasquale DeMarco (ur. 10 lutego 1928 w Brooklynie w Nowym Jorku, zm. 13 grudnia 1997 w Salt Lake City) – amerykański bokser, zawodowy mistrz świata kategorii lekkiej.

## Życiorys
Rozpoczął zawodową karierę bokserską w 1945. W 1948 zmierzył się z Williem Pepem, z którym przegrał na punkty po 10 rundach. W 1949 pokonał Billy’ego Grahama i przegrał z Sandym Saddlerem, którego dwukrotnie zwyciężył w 1951. W 1953 przegrał z Tonym DeMarco, a w 1954 wygrał z Ralphem Dupasem.
5 marca 1954 w Nowym Jorku DeMarco został zawodowym mistrzem świata wagi wygrywając jednomyślnie po 15 rundach z obrońcą tytułu Jimmym Carterem. W rewanżu 17 listopada tego roku w Daly City przegrał przez techniczny nokaut z Carterem i utracił tytuł.
Później walczył ze zmiennym szczęściem do 1959. Pokonali go m.in. Ralph Dupas i Denny Moyer.